# Pipistrellus rusticus
Pipistrellus rusticus é uma espécie de morcego da família Vespertilionidae. Pode ser encontrada na Angola, Botswana, Burkina Faso, República Centro-Africana, Chade, Etiópia, Gana, Quénia, Malawi, Moçambique, Namíbia, Nigéria, Senegal, África do Sul, Sudão, Tanzânia, Uganda, Zâmbia e Zimbabwe.
Os seus habitats naturais são:  savanas áridas e savanas húmidas.